# Кейзер, Пит
Пе́тер Йоха́ннес Ке́йзер (нидерл. Peter Johannes Keizer; 14 июня 1943, Амстердам — 10 февраля 2017, там же), более известный как Пит Ке́йзер (нидерл. Piet Keizer) — нидерландский футболист, выступавший на позициях атакующего полузащитника и нападающего. Играл за амстердамский «Аякс», именуется в прессе легендарным игроком этого клуба. В период с 1960 по 1975 год провёл за «Аякс» 365 матчей, забил 146 голов.
Шестикратный чемпион Нидерландов, пятикратный обладатель Кубка Нидерландов, победитель трёх розыгрышей Кубка чемпионов, двукратный обладатель Суперкубка Европы, обладатель одного Межконтинентального кубка.
За национальную сборную Нидерландов провёл 34 матча, отличился 11 голами. Серебряный призёр чемпионата мира 1974 года.

## Биография

### Карьера игрока
Начал свою футбольную карьеру в 1960 году в амстердамском «Аяксе». Дебют в «Аяксе» состоялся 5 февраля 1961 года против «Фейеноорда». Кейзер сразу стал игроком основного состава, в первом сезоне забил 6 мячей в 15 матчах. В чемпионате Нидерландов сезона 1961/1962 он удвоил свой прошлогодний показатель, забив 12 мячей в 23 матчах. В начале своей карьеры он мог совсем распрощаться с футболом, так в матче против «ДВС» 25 марта 1964 года потерял сознание на футбольном поле. В больнице выяснилось, что у него произошёл разрыв сосуда головного мозга. Были опасения, что футболист не придёт в сознание, но после операции он пришёл в норму и пошёл на поправку, его реабилитация длилась до 13 декабря 1964 года.
В чемпионате Нидерландов сезона 1964/1965 провёл 12 матчей и забил 3 мяча. В сезоне 1965/1966 выиграл свой первый чемпионат, «Аякс» опередил ближайшего конкурента «Фейеноорд» на 7 очков, Пит же в сезоне отметился 13 голами в 28 матах. В сезонах 1966/1967 и 1967/1968 вновь стал чемпионом Нидерландов, а 1967 году — обладателем кубка Нидерландов, в финале «Аякс» победил «НАК Бреду» со счётом 2:1.
С 1970 года для «Аякса» начались золотые годы. Кейзер был частью той команды, его дуэт с Йоханом Кройфом считался одним из лучших пар нападающих в нидерландском чемпионате. Помимо выигранных чемпионатов в сезонах 1969/1970, 1971/1972 и 1972/1973, становился обладателем кубка Нидерландов 1970, 1971 и 1972 году.
С 1971 по 1973 год Кейзер становился трёхкратным обладателем кубка Чемпионов, а в 1972 и 1973 году — обладателем Суперкубка Европы. В 1972 году «Аякс» в двухматчевом противостоянии за Межконтинентальный кубок одолел аргентинский «Индепендьенте» 3:0 и 1:1.
В общей сложности провёл 490 матчей за «Аякс», из них 365 матчей в чемпионате Нидерландов. Входит в символический список «Клуба 100» как четвёртый игрок по проведённым матчем за «Аякс». Из 189 забитых им мячей 146 приходились на национальный чемпионат. В своём последнем за «Аякс» сезоне провёл 5 матчей и забил 1 мяч, в 1975 году он завершил свою карьеру футболиста.
С 2001 по 2006 год работал скаутом в «Аяксе», подыскивая молодых футболистов для клуба, а с 2006 по 2007 год был в клубе техническим консультантом.

### Карьера в сборной
В национальной сборной Нидерландов дебютировал 5 сентября 1962 года в матче против сборной Нидерландских Антильских островов, матч завершился 8:0 в пользу Нидерландов, отметился одним забитым мячом. Был участником чемпионат мира 1974 года. В финале чемпионата мира Нидерланды со счётом 1:2 проиграли сборной ФРГ. Всего за сборную провёл 34 матча и забил 11 мячей, во всех матчах за сборную он получил всего одну жёлтую и одну красную карточку. Последний матч сыграл за сборную Нидерландов 19 июня 1974 года против сборной Швеции, игра закончилась вничью 0:0.
| Матчи и голы Пит Кейзера за сборную | Матчи и голы Пит Кейзера за сборную | Матчи и голы Пит Кейзера за сборную | Матчи и голы Пит Кейзера за сборную | Матчи и голы Пит Кейзера за сборную | Матчи и голы Пит Кейзера за сборную | Матчи и голы Пит Кейзера за сборную |
| ----------------------------------- | ----------------------------------- | ----------------------------------- | ----------------------------------- | ----------------------------------- | ----------------------------------- | ----------------------------------- |
| №                                   | Дата                                | Соперник                            | Счёт                                | Голы                                | Турнир                              |                                     |
| 1                                   | 5 сентября 1962                     | Нидерландские Антильские острова    | 8:0                                 | 1                                   | Товарищеский матч                   |                                     |
| 2                                   | 26 сентября 1962                    | Дания                               | 1:4                                 | -                                   | Товарищеский матч                   |                                     |
| 3                                   | 20 октября 1963                     | Бельгия                             | 1:1                                 | 1                                   | Товарищеский матч                   |                                     |
| 4                                   | 30 октября 1963                     | Люксембург                          | 1:2                                 | -                                   | Отборочный матч к ЧЕ 1964           |                                     |
| 5                                   | 17 октября 1965                     | Швейцария                           | 0:0                                 | -                                   | Отборочный матч к ЧМ 1966           |                                     |
| 6                                   | 17 апреля 1966                      | Бельгия                             | 3:1                                 | 1                                   | Товарищеский матч                   |                                     |
| 7                                   | 11 мая 1966                         | Шотландия                           | 3:0                                 | -                                   | Товарищеский матч                   |                                     |
| 8                                   | 7 сентября 1966                     | Венгрия                             | 2:2                                 | -                                   | Отборочный матч к ЧЕ 1968           |                                     |
| 9                                   | 6 ноября 1966                       | Чехословакия                        | 1:2                                 | -                                   | Товарищеский матч                   |                                     |
| 10                                  | 30 ноября 1966                      | Дания                               | 2:0                                 | -                                   | Отборочный матч к ЧЕ 1968           |                                     |
| 11                                  | 5 апреля 1967                       | ГДР                                 | 3:4                                 | 2                                   | Отборочный матч к ЧЕ 1968           |                                     |
| 12                                  | 16 апреля 1967                      | Бельгия                             | 0:1                                 | -                                   | Товарищеский матч                   |                                     |
| 13                                  | 10 мая 1967                         | Венгрия                             | 1:2                                 | -                                   | Отборочный матч к ЧЕ 1968           |                                     |
| 14                                  | 13 сентября 1967                    | ГДР                                 | 1:0                                 | -                                   | Отборочный матч к ЧЕ 1968           |                                     |
| 15                                  | 4 октября 1967                      | Дания                               | 2:3                                 | -                                   | Отборочный матч к ЧЕ 1968           |                                     |
| 16                                  | 1 ноября 1967                       | Югославия                           | 1:2                                 | -                                   | Товарищеский матч                   |                                     |
| 17                                  | 14 января 1970                      | Англия                              | 0:0                                 | -                                   | Товарищеский матч                   |                                     |
| 18                                  | 11 ноября 1970                      | ГДР                                 | 0:1                                 | -                                   | Отборочный матч к ЧЕ 1972           |                                     |
| 19                                  | 2 декабря 1970                      | Румыния                             | 2:0                                 | -                                   | Товарищеский матч                   |                                     |
| 20                                  | 24 февраля 1971                     | Люксембург                          | 6:0                                 | 2                                   | Отборочный матч к ЧЕ 1972           |                                     |
| 21                                  | 4 апреля 1971                       | Югославия                           | 0:2                                 | -                                   | Отборочный матч к ЧЕ 1972           |                                     |
| 22                                  | 10 октября 1971                     | ГДР                                 | 3:2                                 | 2                                   | Отборочный матч к ЧЕ 1972           |                                     |
| 23                                  | 17 ноября 1971                      | Люксембург                          | 8:0                                 | 1                                   | Отборочный матч к ЧЕ 1972           |                                     |
| 24                                  | 1 декабря 1971                      | Шотландия                           | 2:1                                 | -                                   | Товарищеский матч                   |                                     |
| 25                                  | 16 февраля 1972                     | Греция                              | 5:0                                 | -                                   | Товарищеский матч                   |                                     |
| 26                                  | 3 мая 1972                          | Перу                                | 3:0                                 | -                                   | Товарищеский матч                   |                                     |
| 27                                  | 1 ноября 1972                       | Норвегия                            | 9:0                                 | 1                                   | Отборочный матч к ЧМ 1974           |                                     |
| 28                                  | 19 ноября 1972                      | Бельгия                             | 0:0                                 | -                                   | Отборочный матч к ЧМ 1974           |                                     |
| 29                                  | 28 марта 1973                       | Австрия                             | 0:1                                 | -                                   | Товарищеский матч                   |                                     |
| 30                                  | 2 мая 1973                          | Испания                             | 3:2                                 | -                                   | Товарищеский матч                   |                                     |
| 31                                  | 22 августа 1973                     | Исландия                            | 5:0                                 | -                                   | Отборочный матч к ЧМ 1974           |                                     |
| 32                                  | 10 октября 1973                     | Польша                              | 1:1                                 | -                                   | Товарищеский матч                   |                                     |
| 33                                  | 5 июня 1974                         | Румыния                             | 0:0                                 | -                                   | Товарищеский матч                   |                                     |
| 34                                  | 19 июня 1974                        | Швеция                              | 0:0                                 | -                                   | Чемпионат мира 1974                 |                                     |

Итого: 34 матча / 11 голов; 15 побед, 4 ничьих, 11 поражений.

## Достижения

### Командные
Сборная Нидерландов
- Серебряный призёр чемпионата мира: 1974

«Аякс»
- Чемпион Нидерландов (6): 1965/66, 1966/67, 1967/68, 1969/70, 1971/72, 1972/73
- Серебряный призёр чемпионата Нидерландов (4): 1960/61, 1962/63, 1968/69, 1970/71
- Бронзовый призёр чемпионата Нидерландов (2): 1973/74, 1974/75
- Обладатель Кубка Нидерландов (5): 1960/61, 1966/67, 1969/70, 1970/71, 1971/72
- Финалист Кубка Нидерландов: 1967/68
- Обладатель Кубка европейских чемпионов (3): 1970/71, 1971/72, 1972/73
- Финалист Кубка европейских чемпионов: 1968/69
- Обладатель Суперкубка Европы (2): 1972, 1973
- Обладатель Межконтинентального кубка: 1972

### Личные
- Номинант на Золотой мяч (2): 1971, 1972
- 15-е место в списке лучших бомбардиров чемпионата Нидерландов за все времена: 146 голов

## Статистика выступлений
| Клуб             | Сезон            | Лига | Лига | Кубок | Кубок | Еврокубки | Еврокубки | Прочие | Прочие | Итого | Итого | Товарищеские матчи | Товарищеские матчи | Всего | Всего |
| Клуб             | Сезон            | Игры | Голы | Игры  | Голы  | Игры      | Голы      | Игры   | Голы   | Игры  | Голы  | Игры               | Голы               | Игры  | Голы  |
| ---------------- | ---------------- | ---- | ---- | ----- | ----- | --------- | --------- | ------ | ------ | ----- | ----- | ------------------ | ------------------ | ----- | ----- |
| Аякс             | 1960/61          | 15   | 6    | 5     | 2     | 0         | 0         | 0      | 0      | 20    | 8     | 0                  | 0                  | 20    | 8     |
| Аякс             | 1961/62          | 23   | 12   | 1     | 0     | 9         | 8         | 0      | 0      | 33    | 20    | 0                  | 0                  | 33    | 20    |
| Аякс             | 1962/63          | 25   | 11   | 2     | 0     | 3         | 1         | 0      | 0      | 30    | 12    | 2                  | 2                  | 32    | 14    |
| Аякс             | 1963/64          | 20   | 13   | 2     | 2     | 5         | 1         | 0      | 0      | 27    | 16    | 0                  | 0                  | 27    | 16    |
| Аякс             | 1964/65          | 11   | 3    | 0     | 0     | 0         | 0         | 0      | 0      | 11    | 3     | 5                  | 3                  | 16    | 6     |
| Аякс             | 1965/66          | 28   | 13   | 5     | 0     | 0         | 0         | 0      | 0      | 33    | 13    | 10                 | 4                  | 43    | 17    |
| Аякс             | 1966/67          | 28   | 11   | 5     | 3     | 5         | 2         | 0      | 0      | 38    | 16    | 6                  | 2                  | 44    | 18    |
| Аякс             | 1967/68          | 25   | 9    | 6     | 3     | 2         | 0         | 0      | 0      | 33    | 12    | 8                  | 5                  | 41    | 17    |
| Аякс             | 1968/69          | 27   | 10   | 2     | 2     | 14        | 2         | 0      | 0      | 43    | 14    | 10                 | 4                  | 53    | 18    |
| Аякс             | 1969/70          | 32   | 18   | 5     | 4     | 8         | 1         | 0      | 0      | 45    | 23    | 12                 | 5                  | 57    | 28    |
| Аякс             | 1970/71          | 32   | 9    | 5     | 0     | 9         | 4         | 0      | 0      | 46    | 13    | 12                 | 2                  | 58    | 15    |
| Аякс             | 1971/72          | 31   | 14   | 5     | 3     | 9         | 2         | 0      | 0      | 45    | 19    | 10                 | 5                  | 55    | 24    |
| Аякс             | 1972/73          | 31   | 12   | 0     | 0     | 6         | 2         | 4      | 0      | 41    | 14    | 15                 | 10                 | 56    | 24    |
| Аякс             | 1973/74          | 31   | 4    | 3     | 0     | 2         | 0         | 2      | 1      | 38    | 5     | 12                 | 8                  | 50    | 13    |
| Аякс             | 1974/75          | 5    | 1    | 0     | 0     | 2         | 0         | 0      | 0      | 7     | 1     | 3                  | 0                  | 10    | 1     |
| Всего за карьеру | Всего за карьеру | 364  | 146  | 46    | 19    | 74        | 23        | 6      | 1      | 490   | 189   | 105                | 50                 | 595   | 239   |